# Fala (taal)
Fala is een West-Iberische Romaanse taal die gesproken wordt door zo'n 5.000 tot 10.000 mensen in het uiterste noordwesten van de Spaanse provincie Cáceres in de regio Extremadura, langs de grens met Portugal. De taal heeft ook verschillende andere namen, waaronder A Fala, A Fala de Xálima, A Fala do Xãlima, Chapurreáu, Xalimegu en Galicisch-Extremaduriaans.
Fala betekent spreektaal in het Fala en het nauw verwante Portugees en Galicisch. De taal stamt af van het Galicisch-Portugees, een middeleeuwse taal waaruit ook het Portugees en Galicisch zich ontwikkelden. Volgens sommige taalkundigen is het Fala niet een aparte taal maar een archaïsche vorm van het Galicisch.
De meeste sprekers van Fala wonen in de dorpen Valverde del Fresno, Eljas en San Martín de Trevejo in de geïsoleerde vallei Val de Xálima (Val de Jálama). Er worden drie dialecten van de taal onderscheiden: Mañegu (gesproken in San Martín de Trevejo), Lagarteiru (in Eljas) en Valvideiru (in Valverde del Fresno). Fala-sprekers gebruiken de taal onder elkaar, maar spreken Spaans met de buitenwereld, op school en in de kerk.
De taal krijgt langzamerhand meer erkenning. In 1992 werd de vereniging Asociación Fala i Cultura opgericht, die tot doel heeft om de taal verder te bestuderen en beschermen, en in 1998 werd het eerste boek in Fala uitgegeven, Seis sainetes valverdeiros van Isabel López Lajas. In 1999 werd in San Martín de Trevejo een wetenschappelijk congres over de taal gehouden, en in 2001 werd de taal door de Junta (regering) van Extremadura erkend als bien de interés cultural (cultureel erfgoed).